# قشلاق يل أتان الهوردي غويا (مقاطعة بيله سوار)
قشلاق یل أتان الهوردي غويا (بالفارسية: قشلاق یل اتان الهوردی گویا) هي منطقة سكنية تقع في إيران في أردبيل.